# Pseudoscleropodium purum
Pseudoscleropodium purum és una espècie de molsa de la família Brachytheciaceae, que es considera com la típica dels ornaments de Nadal. És una molsa força gran, ja que pot créixer fins a 15 cm de llarg.